# 阿尔弗德抗辩
阿爾弗德抗辯（英語：Alford Plea），也稱“阿爾福德認罪（Alford Guilty Plea）”和“阿爾福德原則（Alford Doctrine）”，而在西維吉尼亞州亦稱為“肯尼迪抗辯（Kennedy Plea）”，是指在美國法律中，被告在刑事法庭上同意對其的認罪抗辯但卻並不承認自己的犯罪行為且聲稱無罪。在提出阿爾弗德抗辯時，被告方承認控方所提出的證據可能會說服法官或陪審團在排除合理懷疑的情況下認定其有罪。
阿爾弗德抗辯在幾乎所有美國聯邦和州法院都是法律允許的，但在印第安納州、密歇根州和新澤西州的州法院或美國武裝部隊的法院中是不允許的。

## 術語起源
“阿爾福德認罪”這個法律術語源自美國最高法院1970年的“北卡羅萊納州訴阿爾福德案”。 亨利·阿爾福德（Henry Alford）於1963年被指控犯有一級謀殺罪。案件中的證據包括證人的證詞，即阿爾福德在受害者死後說他殺了這個人。法庭證詞顯示，阿爾福德和受害人曾在受害人家中爭吵過。阿爾福德離開了房子後，受害者在聽到敲門聲後打開門時受到了致命的槍傷。
如果陪審團審判的結果是有罪，那麼亨利·阿爾福德將有可能面臨死刑的裁決。 死刑是當時北卡羅萊納州法律的默認判決，如果案件滿足兩個必要條件：被告必須不認罪且陪審團沒有建議判處無期徒刑。如果承認一級謀殺罪，阿爾福德就有可能被判無期徒刑並避免死刑，但他不想認罪。儘管如此，奧爾福德承認犯有二級謀殺罪，並表示他這樣做是為了避免被判死刑，因為如果他試圖對這項指控提出質疑則有可能被判一級謀殺罪。 在初審法官接受認罪協商並裁定被告的辯護律師已充分建議後，阿爾福德被判處30年監禁。

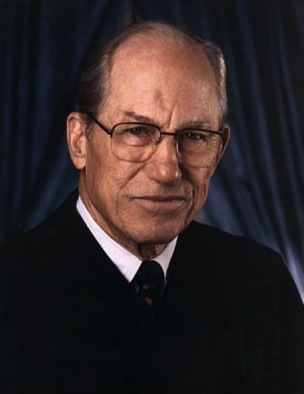
美國最高法院大法官拜倫·懷特為本案撰寫了多數人意見。

亨利·阿爾福德在初審裁決後提出上訴並要求重新審判，辯稱他因為害怕被判死刑而被迫認罪。北卡羅萊納州最高法院裁定，被告在知道後果的情況下自願認罪。在此裁決之後，阿爾福德向美國北卡羅萊納中區聯邦地區法院申請人身保護令，但該法院維持了最初的裁決；隨後他又向美國聯邦第四巡迴上訴法院申請了人身保護令，該法院裁定阿爾福德的認罪不是自願的，因為這是在害怕死刑的情況下提出的。 “我只是認罪，因為他們說如果我不認罪，他們就會為我加刑”，阿爾福德在其中一份上訴狀中寫道。

## 延伸閱讀
- Mike McConville. . 法律與社會期刊（英语：Journal of Law and Society） (紐約市: 約翰威立). 1998-12, 25 (4): 562–587. OCLC 750962784. S2CID 146427753. doi:10.1111/1467-6478.00103 （英语）.
- CJ Shipley. . Iowa Law Review. 1986, 72: 1063. ISSN 0021-0552 （英语）.
- Bryan H. Ward. . Missouri Law Review. 2003, 68: 913. ISSN 0021-0552 （英语）.

## 外部連接
- 常用法律名詞 （页面存档备份，存于）在康涅狄格州司法部門網站上（英文）
- 9-16.000 - Pleas - Federal Rule of Criminal Procedure 11 （页面存档备份，存于）在美國司法部《司法指南（英语：Justice Manual）》上（英文）
- Issue: Effect of Alford Plea of Guilty，存档于（存檔日期 2009-12-04）（英文）
- 抗辯書樣本 （页面存档备份，存于）（英文）